# Gigliola da Carrara

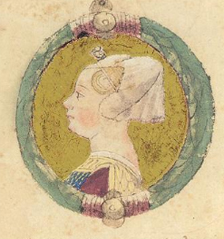
Gigliola da Carrara, markiezin-gemalin van Ferrara

Gigliola da Carrara (Padua, 1382 - 1416) was een edeldame uit de stadstaat Padua uit het Huis da Carrara. Door haar huwelijk (1397) met Niccolo III d’Este werd zij markgravin-gemalin van Ferrara, Modena en Reggio in het middeleeuwse Italië.

## Levensloop
Gigliola was een dochter van Francesco II van Carrara, heer van Padua, en van Taddea d’Este, uit het regerend Huis d'Este in het markizaat Ferrara. Zij werd geboren op een moment dat haar vader met veel moeite het bestuur over Padua had heroverd, na de verovering door Gian Galeazzo Visconti uitgaande van de heerlijkheid Milaan.
Eenmaal het oorlogsgewoel weggeëbd hield haar moeder Taddea zich bezig met een complex financieel vraagstuk voor de rechtbank van Venetië, hoofdstad van het buurland de republiek Venetië. Het betrof een laattijdige betaling voor Taddea's huwelijksschat gecombineerd met financiële perikelen in de familie van Gigliola's toekomstige bruidegom uit het Huis d'Este. De rechtbank van Venetië besliste ten gunste van haar moeder. Eenmaal de rechtszaak van de baan kon haar neef Niccolo III d’Este, die zich intussen genesteld had als heerser van Ferrara, zich verloven met Gigliola (1394). De verloving werd feestelijk gevierd een jaar later (1395). Het huwelijk vond plaats nog eens twee jaar later in 1397. Dit huwelijk was meer dan een financiële verzoening tussen de regerende huizen van Padua en Ferrara. Het huwelijk werd diplomatiek gedoogd en mogelijks gestuurd door diplomaten van de republiek Venetië.
Giglio stierf ten gevolge van de pest in 1416. Het echtpaar had geen legitieme kinderen.
In 1889 publiceerde Luigi Olivi een boek met alle documenten die in de staatsarchieven van Venetië te vinden waren over het huwelijk tussen Gigliola en Niccolo III d’Este.